# Detmolder Straße
Die Detmolder Straße ist eine wichtige Verkehrsstraße in der ostwestfälischen Stadt Bielefeld. Sie dient als Autobahnzubringer zur Anschlussstelle Bielefeld-Ost der Bundesautobahn 2 und ist Teil der Bundesstraße 66. 

## Verlauf
Die Detmolder Straße beginnt am Landgericht als Fortsetzung der Kreuzstraße mit dem Niederwall als Querstraße. Von dort führt sie fast gerade in südöstlicher Richtung, parallel zum weiter südlich verlaufenden Teutoburger Wald, aus der Stadt heraus, kreuzt in Sieker die Osningstraße und die Otto-Brenner-Straße und durchquert Stieghorst. Am Ortseingang von Hillegossen zweigt die Bundesstraße 66 als Umgehung mit dem Namen Lagesche Straße nördlich ab. Die Detmolder Straße bildet die Ortsdurchfahrt der Stadtteile Hillegossen und Ubbedissen. Am Ortsausgang von Ubbedissen, zugleich an der Stadtgrenze von Bielefeld, trifft die Detmolder Straße wieder auf die Lagesche Straße (B 66). Jenseits der Kreuzung beginnt in östlicher Richtung die Gewerbestraße, die zur Stadt  Leopoldshöhe gehört.

## Geschichte und heutige Bedeutung

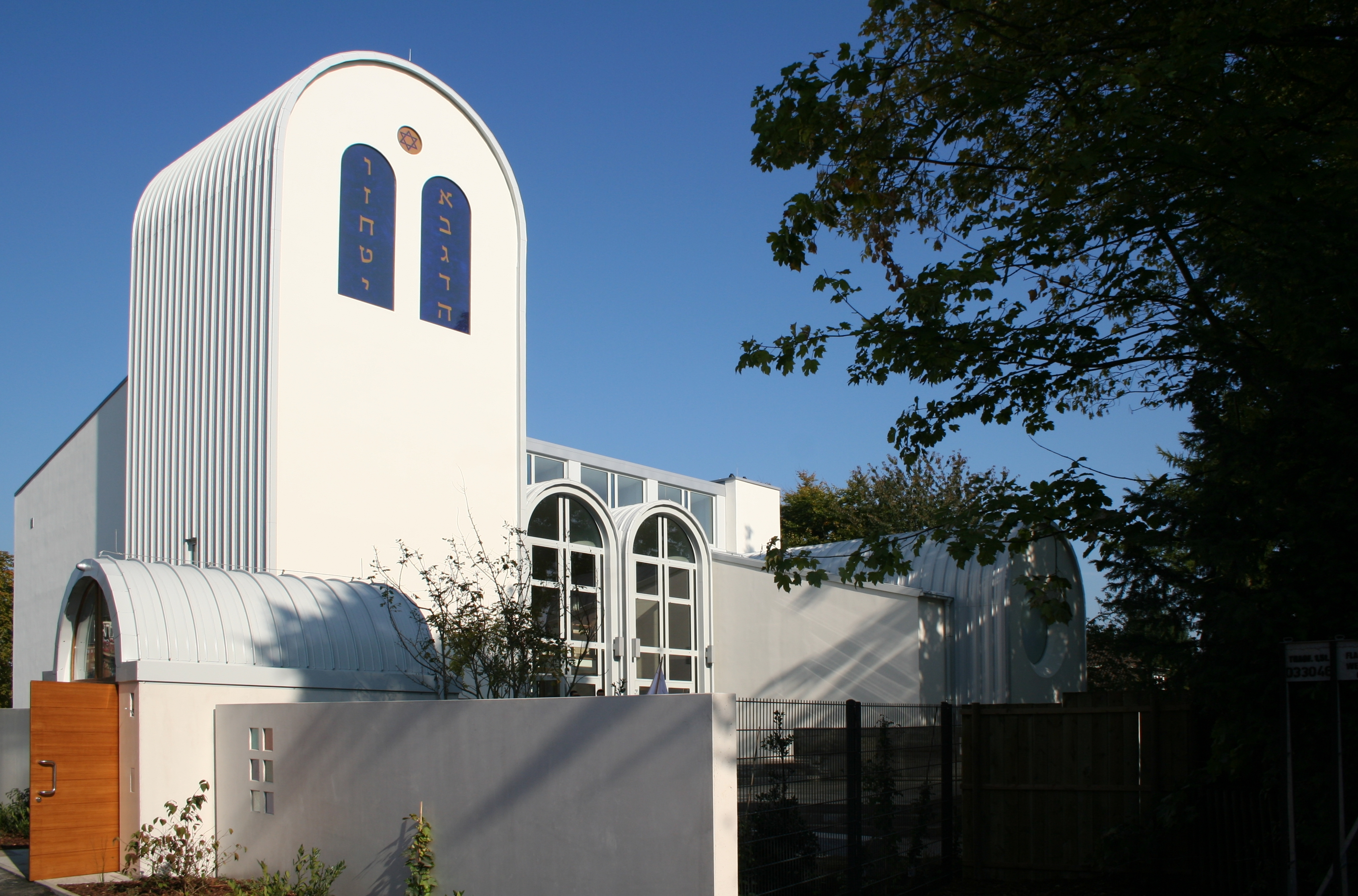
Die im September 2008 an der Detmolder Straße eröffnete Synagoge

Die durch Sieker führende Verbindung von Bielefeld nach Detmold hieß zunächst Sieker Weg, später Detmolder Chaussee und ab 1873 schließlich Detmolder Straße.
Seit dem Bau der Straßenbahn nach Sieker 1902 fahren Bahnen durch die Detmolder Straße, und zwar nach wie vor auf einem straßenbündigen Bahnkörper und nicht wie für Stadtbahnen üblich auf einem besonderen Bahnkörper.
Anfang des 20. Jahrhunderts war die Straße von Villen mit ausladenden Vorgärten geprägt; Fußgänger, Radfahrer und nur wenige Autos benutzten die Straße. Gleichwohl beschwerten sich die Anwohner im März 1913 über den ihrer Meinung nach zu starken und vor allem zu schnellen Kraftverkehr beim Regierungspräsidium Minden. Die circa 60 Autos am Stichtag stellten ihrer Meinung nach eine gravierende Gefahr dar, was ein beeindruckendes Zeugnis für die Wahrnehmung von Verkehr und Geschwindigkeit in der damaligen Zeit ist.
Im Zuge des Baus der Autobahn Berlin–Oberhausen 1938 wurde die Detmolder Straße Verbindung zwischen Innenstadt und Autobahn. Die Straße wurde verbreitert, die meisten der Vorgärten fielen der Maßnahme zu Opfer.
Nach dem Zweiten Weltkrieg führte wachsendes Verkehrsaufkommen zu einer weiteren Verbreiterung der Straße.
Heute dient die vierspurige Ein- und Ausfallstraße zusammen mit der Eckendorfer Straße als Autobahnzubringer mit einem täglichen Verkehrsaufkommen von etwa 40.000 Fahrzeugen. Mit einer Entlastung wird erst nach Fertigstellung der A 33 im Stadtgebiet gerechnet.
Am 21. September 2008 wurde an der Detmolder Straße die Synagoge Beit Tikwa eingeweiht. Die Synagoge entstand durch den Umbau der evangelischen Paul-Gerhardt-Kirche.

## Umbau

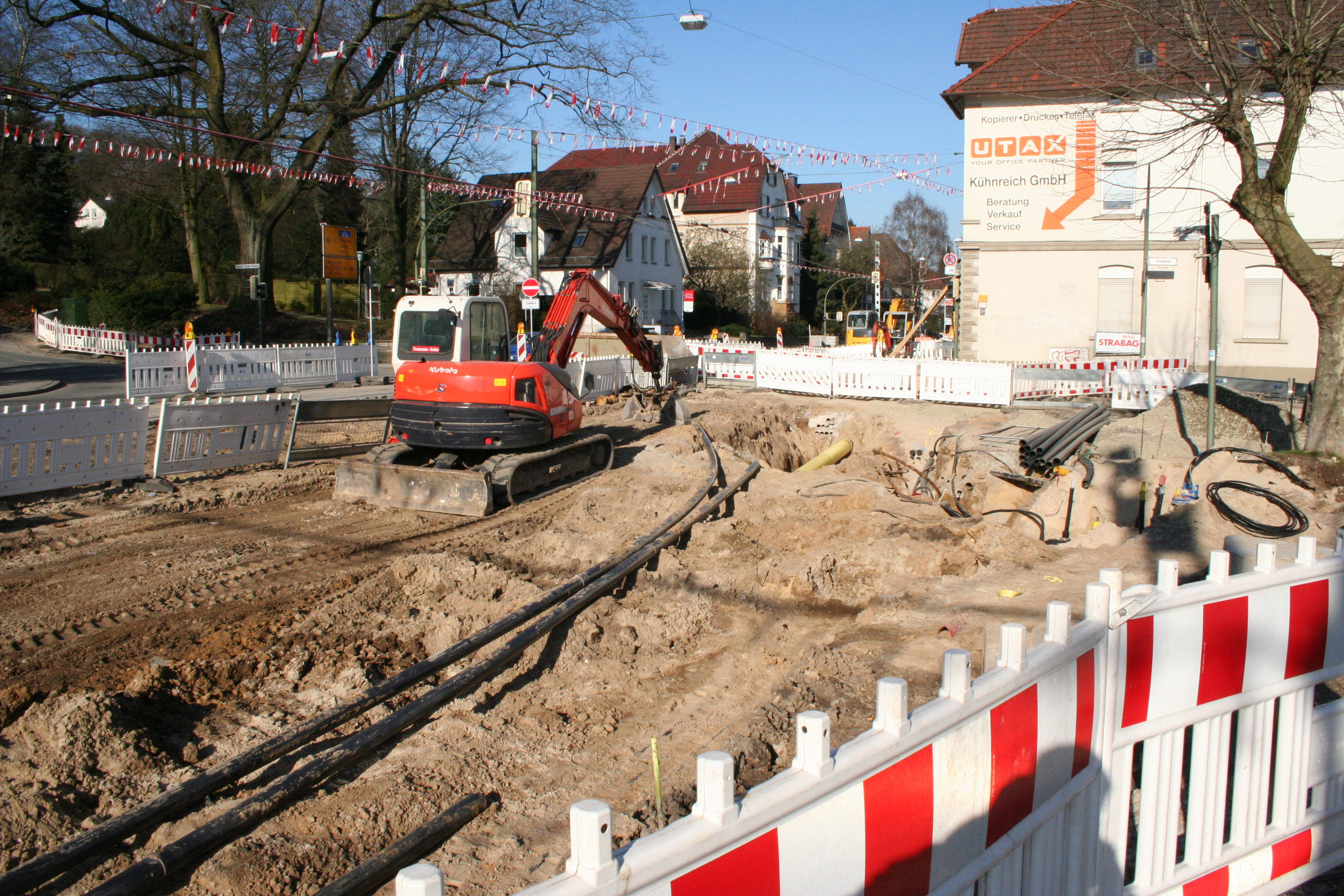
Baustelle auf Höhe der Prießallee (Blickrichtung: stadteinwärts) im März 2009.

Im Februar 2004 leitete die Stadt Bielefeld ein Planfeststellungsverfahren für den Ausbau der Detmolder Straße ein. Im Zuge dieses Verfahrens kam es zu Protesten der Anwohner, die eine weitere Verschlechterung der Lebensqualität durch zunehmenden Lärm und Schmutz befürchteten. Eine Bürgerinitiative schlug neben der Herabsetzung der Geschwindigkeit auf 30 km/h auch die Reduzierung auf zwei Fahrspuren vor. Zwei vor dem Oberverwaltungsgericht Münster anhängige Anwohnerklagen wurden am 25. April 2007 abgewiesen. 
Die Umbaumaßnahmen begannen im März 2008 und endeten planmäßig im April 2011. Der Umbau erfolgte in sechs Phasen. In den ersten drei Phasen bewegte sich die Baustelle vom Landgericht in Richtung der Endhaltestelle in Sieker. In den letzten drei Phasen bewegte sie sich seit September 2009 von dort aus wieder zurück. Im Verlauf der Arbeiten wurde die vierspurige Straße mittig baulich getrennt und an den Haltestellen Mozartstraße und Prießallee wurden Hochbahnsteige errichtet. Fahrradwege und ein besonderer Bahnkörper für die Stadtbahn wurden nicht gebaut. Die Kosten beliefen sich auf insgesamt 44,8 Millionen Euro.
Wie 2013 bekannt wurde, müssen wegen der Novellierung des Personenbeförderungsgesetzes kurz nach Abschluss der Umbauten nun bis 2021 die Haltestellen August-Bebel- und Teutoburger Straße nachträglich zu barrierefreien Hochbahnsteigen umgebaut werden.